# Sardy-lès-Épiry
Sardy-lès-Épiry är en kommun i departementet Nièvre i regionen Bourgogne-Franche-Comté i de centrala delarna av Frankrike. Kommunen ligger i kantonen Corbigny som tillhör arrondissementet Clamecy. År 2022 hade Sardy-lès-Épiry 113 invånare.

## Befolkningsutveckling
Antalet invånare i kommunen Sardy-lès-Épiry
| Referens: INSEE |